# 오카다 내각
오카다 내각(岡田内閣)은 예비역 해군대장 오카다 게이스케가 제31대 내각총리대신으로 임명되어, 1934년 7월 8일부터 1936년 3월 9일까지 존재한 일본의 내각이다.

## 재직 기간
- 1934년(쇼와 9년) 7월 8일 ~ 1936년(쇼와 11년) 3월 9일
- 재직 일수: 611일